# Ernesto Tellería Errasti
Ernesto Tellería Errasti (Eibar, 6 de març de 1956) és un director de cinema guipuscoà.
Va dirigir el seu primer llargmetratge l'any 1988, titulat Eskorpion, que fou exhibit al Festival Internacional de Cinema de Sant Sebastià 1989. Des de llavors ha dirigit Menos que cero (1996) sobre els "sense papers" i Suerte (1997). També ha dirigit els curtmetratges Kaiola (1983), ...eta Zepak ihes egin zuen (1984) i La Cita (1986), aquesta última produïda per Krabelin Films.